# Euryachora
Euryachora är ett släkte av svampar. Enligt Catalogue of Life ingår Euryachora i familjen Dothideaceae, ordningen Dothideales, klassen Dothideomycetes, divisionen sporsäcksvampar och riket svampar, men enligt Dyntaxa är tillhörigheten istället familjen Mycosphaerellaceae, ordningen Capnodiales, klassen Dothideomycetes, divisionen sporsäcksvampar och riket svampar.
|            | Endoconidioma                     |
|            |                                   |
|            | Vestergrenia                      |
|            |                                   |
|            | Asteromellopsis                   |
|            |                                   |
|            | Pachysacca                        |
|            |                                   |
| Euryachora | \| \| Euryachora sedi \| \| \| \| |
|            | \| \| Euryachora sedi \| \| \| \| |
|            | Didymochora                       |
|            |                                   |
|            | Dictyodothis                      |
|            |                                   |
|            | Systremma                         |
|            |                                   |
|            | Omphalospora                      |
|            |                                   |
|            | Dothidea                          |
|            |                                   |
|            | Auerswaldia                       |
|            |                                   |
|            | Stylodothis                       |
|            |                                   |
|            | Lucidascocarpa                    |
|            |                                   |
|            | Euryachora sedi                   |
|            |                                   |

|  | Euryachora sedi |
|  |                 |